# Prachtschildpadden
Prachtschildpadden (Pseudemys) zijn een geslacht van schildpadden uit de familie moerasschildpadden (Emydidae). De groep werd voor het eerst wetenschappelijk beschreven door John Edward Gray in 1856. 
De verschillende soorten worden ook wel roodbuikschildpadden genoemd. Het is een typisch geslacht van de moerasschildpadden; de soorten zonnen graag maar blijven altijd in de buurt van het water om er snel in te duiken bij gevaar. Vrijwel alle soorten uit het verwante geslacht Trachemys behoorden lange tijd tot Pseudemys. Vanwege onder andere een ander verspreidingsgebied, Trachemys-soorten leven over het algemeen wat zuidelijker in Midden- en Zuid-Amerika en de Antillen, zijn deze soorten aan een ander geslacht toegewezen. Onder andere de roodwangschildpad is hierdoor van wetenschappelijke naam veranderd.

## Taxonomie
Er zijn acht verschillende soorten die allemaal voorkomen in delen van Noord-Amerika. De meeste soorten leven in de Verenigde Staten. Een aantal komt wat wat zuidelijker voor tot in Mexico. 
- Soort Pseudemys alabamensis
- Soort Hiëroglyfensierschildpad (Pseudemys concinna)
- Soort Floridasierschildpad (Pseudemys floridana)
- Soort Pseudemys gorzugi
- Soort Pseudemys nelsoni
- Soort Pseudemys peninsularis
- Soort Roodbuiksierschildpad (Pseudemys rubriventris)
- Soort Pseudemys texana